# Artère radiale de l'index
L'artère radiale de l'index est une artère de la main.

## Origine
L'artère radiale de l'index naît de l'artère radiale près de l'artère principale du pouce.

### Variation
L'artère radiale de l'index et l'artère principale du pouce peuvent provenir d'un tronc commun appelé première artère métacarpienne palmaire.

## Trajet
L'artère radiale de l'index descend entre le premier muscle interosseux dorsal et le chef transverse du muscle adducteur du pouce, longe le côté latéral de l'index jusqu'à son extrémité, où il s'anastomose avec l'artère digitale palmaire propre.
Au bord inférieur du chef transverse du muscle adducteur du pouce, elle s'anastomose avec l'artère principale du pouce, et donne une branche communicante à l'arcade palmaire superficielle.